# Олекса Негребецький
Оле́кса Негребе́цький (справжнє ім'я — Дмитре́нко Леонід Юрійович; нар. 30 жовтня 1955, село Гусакове, Черкаська область) — режисер дубляжу, редактор, український перекладач, який працює переважно з художніми фільмами.

## Біографія
Здобув освіту на біологічному факультеті Київського державного університету ім. Т. Г. Шевченка 1978 р. 
Служив офіцером в армії (1980-82). Працював в Інституті ботаніки, в Центрі радіаційного контролю Укргідомету, учасник ліквідації наслідків аварії на ЧАЕС; один із засновників Українознавчого клубу «Спадщина» (1987); кореспондент газети Міжрегіонального депутатського клубу «Голос» (1990—1991).
У 1998—2002 роках навчався на філологічному факультеті Київського університету ім. Т. Г. Шевченка. З 1994-го й дотепер — перекладач, автор сценаріїв, перекладач-фрилансер. 
Саме завдяки його зусиллям були перекладені українською мовою такі відомі фільми, як «Альф» (англ. Alf), «Пірати Карибського моря» (англ. Pirates of the Caribbean), «Шрек» (англ. Shrek), анімаційний серіал «Паровоз Томас та його друзі» (англ. Thomas the Tank Engine (The Railway Series)), серіал для дітей «Телепузики» (англ. Teletubbies), анімаційні стрічки «Тачки» (англ. Cars), «Сезон полювання» (англ. Open Season), «Змивайся» (англ. Flushed Away), «Пригоди Десперо» (англ. The Tale of Despereaux), «Веселі ніжки» (англ. Happy Feet). Співпрацював у редагуванні книжок Джоан Роулінг про Гаррі Поттера. 
У 2002—2003 рр. працював сценаристом радіосеріалу «Життя відстанню в десять хвилин». Переклав роман Девіда Мітчела (David Mitchell) «Сон номер 9» (англ. Number 9 Dream). У 2009-му — режисер дубляжу й автор перекладу фільму «Вороги суспільства» з Джонні Деппом у головній ролі.
2020 року перекладену ним п'єсу «Людина-подушка» (англ. The Pillowman) Мартіна МакДона було представлено під час видавничо-театрального проєкту «Книжка на сцені». Режисеркою сценічного втілення стала Олена Апчел.
На початку кар'єри перекладача Негребецький мав чотирнадцять різних псевдонімів: на літеру «А» — Азенко, на «Б» — Буковський, «В» — Веденко, на «Г» — Глаголенко тощо. Але врешті решт зупинився на одному псевдо, Олекса Негребецький, задля зручності.
Серед своїх найбільш вдалих робіт уважає дубляж до першої частини мультфільму «Шрек» для телеканалу ICTV.

### Переклад для кінотеатрів
| - Тачки - Пірати Карибського моря: Скриня мерця - Пірати Карибського моря: На краю світу - Війна Чарлі Вільсона - Останній нащадок Землі - Кораліна (2009) - Змивайся (2006) - Веселі ніжки (2006) | - Ерагон - Чак і Ларрі, Вогнисті Молодята - Гаррі Поттер та Орден Фенікса - Джі-Ай Джо - Мадагаскар 2: Втеча до Африки - Родина Робінзонів - Сезон полювання - Панда Кунг-Фу - Панда Кунг-Фу 2 | - Шрек - Шрек назавжди - Зоряний пил (2007) - Хроніки Спайдервіка - Відпочинок за обміном (2006) - Реальні кабани (2007) - Тор (2011) - інші. |

### Перекладач та режисер дубляжу
| - «Кохання поза правилами» - «Не займайте Зохана» - «Пригоди Десперо» - «Хеллбой 2: Золота армія» - «Я люблю тебе, чувак» - «Катинь» | - «Ненароджений» - «Вороги суспільства» - «Рок-хвиля» - «Дилема» - «Прибулець Павло» | - «Смурфики» - «Анонім» - «Місія Різдвяний Порятунок» - «Третій зайвий» - інші. |

### Переклади телесеріалів
- Паровоз Томас та його друзі (1984)
- Альф[4]
- Справи Кепських
- Друзі
- Фарґо (2014)
- Краще подзвоніть Солу (2015)

### Переклади п'єс
- Сюзен Андрейд. Тварини та діти виходять на вулиці. (2013)
- Поллі Стенгем. Те лице. (2013)
- Мартін МакДона. Усікновення руки в Спокані. (2014)
- Мартін МакДона. Людина-подушка. (2015)
- Девід Гарровер. Ножі в курях. (2015)
- Мартін МакДона. Королева краси з Лінана. (2016)
- Мартін МакДона. Самотній Захід. (2017)
- Лі Голл. Шахтарі-художники. (2017)

## Автор сценаріїв
- 2009 — телесеріал «Тільки кохання» (1+1) — редактор, автор діалогів, автор сценаріїв останніх серій
- 2004—2008 — щонедільна віршована телелотерея «Патріот» (Перший національний)
- 2003—2004 — щоденний радіосеріал «Життя відстанню в десять хвилин»

### Перекладені книжки
З англійської:
- Девід Мітчелл, Сон № 9. Переклад з англійської: Олекса Негребецький. Київ: Видавництво агенції MSBrand Corporation, 2008. 416 сторінок. ISBN 966-297-300-6[5]
- Шел Сільверстейн. «Лафкадіо — лев, який не злякався мисливців». Переклад з англійської: Олекса Негребецький. Львів: Добра Читальня / Видавництво Старого Лева. 2009 р. 112 стор. ISBN 978-966-96841-6-7
- Редьярд Кіплінґ. Такі самі оповідки. Переклад з англійської: Олекса Негребецький. Київ: Прудкий равлик, Темпора. 2012. 272 стор. ISBN 978-617-569-075-8
- Марина Левицька. Коротка історія тракторів по-українськи. Переклад з англійської Олекса Негребецький. Київ: Темпора. 2013 р. 301 стор. ISBN 978-617-569-144-1
- Марина Левицька. Різні домашні тварини, живі й мертві. Переклад з англійської Олекса Негребецький. Київ: Темпора. 2013 р. 454 стор. ISBN 978-617-569-158-8
- Джером Клапка Джером. Троє у човні (не кажучи про пса!). Переклад з англійської: Олекса Негребецький. Київ: Знання, 2014. 238 с. ISBN 978-617-07-0177-0. (English Library).
- Джером К. Джером, Троє на буммелі. Переклад з англійської: Олекса Негребецький. Київ: Знання. 2015. 223 с. ISBN 978-617-07-0244-9 (English Library)
- Френк Баум. Американські казки. Переклад з англійської: Олекси Негребецького. Київ: Знання. 2014. 143 с. ISBN 978-617-07-0137-4 (Lego ergo vivo)
- Оскар Вайльд. Ідеальний чоловік; Як важливо бути серйозним. Переклад з англійської: Олекси Негребецького. Київ: Знання. 2014. 222 с. ISBN 978-617-07-0205-0 (English Library)
- Френсіс Скотт Фіцджеральд. По цей бік раю. Переклад з англійської: Олекси Негребецького (Перша книга "Романтичний егоїст) та Олени Ломакіної (Друга книга «Виковування особистості»). Київ: Знання, 2016. 302 с. ISBN 978-617-07-0361-3 (English Library)
- Мартін МакДона. Королева краси з Лінана. Людина-подушка. Усікновення руки в Спокані. Переклад з англійської: Олекси Негребецького. Львів: Видавництво Анетти Антоненко, 2020. 196 с. ISBN 978-617-76-5437-6

З російської:
- Дяченки Марина та Сергій. Цифровий, або Brevis est. Переклад з російської: Олекса Негребецький. Харків: Фоліо. 2009. 315 стор. ISBN 978-966-03-4797-7 (перевидання 2012)
- Сергій та Марина Дяченки. Ритуал. Переклад з російської: Олекса Негребецький; художник: Владислав Єрко. Київ: А-БА-БА-ГА-ЛА-МА-ГА, 2010. — 304 с. (Серія «Фентезі») ISBN 9786175850138 (перевидання 2015)
- Сергій та Марина Дяченки: Печера. Переклад з російської: Олекса Негребецький. Харків: Фоліо. 2010. 316 с. — ISBN 978-966-03-5048-9 (перевидання 2012)
- Сергій та Марина Дяченки. Пандем. Переклад з російської: Олекса Негребецький; художник: Є. В. Вдовиченко. Харків: Фоліо, 2010. 284 стор. ISBN 978-966-03-5054-0 (перевидання 2012)
- Сергій та Марина Дяченки. збірка Самум (роман "Одержима, повість «Електрик», оповідання «Самум» та «Хрущ»). Переклад з російської: Олекса Негребецький. Харків: Фоліо, 2011. — 315 стор. ISBN 978-966-03-5776-1 (перевидання 2012)
- Сергій та Марина Дяченки. Віта Ностра / Vita nostra. Переклад з російської: Олекса Негребецький; художник: О. Д. Кононученко. Харків: Фоліо. 2013. 380 стор. ISBN 978-966-03-6575-9.
- Сергій та Марина Дяченки. Стократ. Переклад з російської: Олекса Негребецький; художник: О. М. Іванова. Харків: Фоліо, 2013. — 249 стор. ISBN 978-966-03-6143-0

З польської:
- Станіслав Лем. «Щоденник, знайдений у ванні» / «Шестикнижжя Лемове», том 2. — Тернопіль: Богдан, 2021. — 632 стор. / стор. 267—436. ISBN 978-966-10-6663-1